# Viaduc de Pélussin
Le viaduc de Pélussin est un pont en arc franchissant la rivière Régrillon sur la commune de Pélussin, dans le département de la Loire, en France. Anciennement destiné à accueillir un train du CFDL (appelé localement « La Galoche » ou « Le Tacot »), il est désormais réservé aux piétons.

## Contexte de construction

### La ligne Saint-Héand-Pélussin
Dans le cadre de la loi du 11 juin 1880 qui prescrit la création de chemins de fer « secondaires » dans les départements français, le conseil général de la Loire décide en avril 1883 de créer une ligne reliant Saint-Héand à Pélussin. Cette dernière ville espère développer ses échanges économiques avec Chavanay et Saint-Étienne, et le projet reçoit un accueil enthousiaste de la part de la population locale. Les travaux du premier tronçon débutent en 1896 pour s'achever en 1901, et la seconde partie de l'ouvrage est terminée en 1905. Inaugurée le 6 août de la même année, l'exploitation de la ligne est confiée à la Compagnie des chemins de fer départementaux de la Loire (CFDL).

### Projet d'extension de la ligne
En 1913, le conseil général de la Loire souhaite relier le tracé existant jusqu'à la commune de Maclas. La construction de deux viaducs est envisagée : ils permettent en effet de franchir le Régrillon, une rivière, et le Charantonnet, un ruisseau, chacun encaissé dans un vallon. Le 24 septembre, le projet du viaduc de Pélussin est présenté, et il est alors prévu une arche de 60 m d'ouverture pour enjamber le cours d'eau en contrebas. Le chantier est contrôlé par l'entreprise de François Mercier, président du Conseil d'administration des CFDL,.

## Construction du viaduc (1915-1917)
Les travaux commencent en 1915, mais à cause de la Première Guerre mondiale, la plupart des ouvriers français sont partis au front. Le ministère de la Guerre met donc à la disposition de Mercier des prisonniers allemands, assistés d'une poignée d'ingénieurs français. D'après Pierre Dumas, seuls un ou deux de ces prisonniers sont présents sur le chantier et participent à l'édification du viaduc. Outre les Allemands, douze travailleurs portugais sont employés à la construction, et ce jusqu'au mois de mai 1916.
À cette date, les travaux menacent d'être arrêtés faute de personnel. En juillet, les prisonniers de guerre sont retirés du chantier par le ministère de la Guerre. Malgré un hiver rigoureux pendant les mois de janvier et février 1917, la construction du viaduc de Pélussin est néanmoins achevée en mai 1917, et la ligne Pélussin-Maclas est inaugurée le même mois.

## Description de l'ouvrage
Le viaduc est un pont en arc de 170,8 m de longueur et de 4 m de largeur. Il franchit le Régrillon à 45 m de hauteur au-dessus de la rivière. L'ouverture de l'arche principale est tout d'abord envisagée de 58 m, mais sa taille est finalement réduite à 55 m. Le pont est constitué de dix arches de 10,2 m d'ouverture, soit six du côté de Pélussin et quatre du côté de Maclas.
Les rails, qui sont installés pour permettre à la « Galoche » de circuler, sont retirés en 1934 sur demande du conseil municipal de Pélussin et du conseil général de la Loire. Les travaux sont terminés en novembre, et le viaduc est goudronné afin d'en offrir l'accès aux piétons.

## Utilisation
Pendant vingt-trois ans, le viaduc accueille la fameuse Galoche, un petit train reliant Saint-Étienne à Maclas. Cette dernière traversera le viaduc jusqu'en 1931, date à laquelle son exploitation est arrêtée.
Dès lors, le viaduc ne sert désormais qu'aux piétons, qui l'empruntent pour rejoindre plus rapidement Pélussin ou pour apprécier la vue sur le massif du Pilat et la vallée du Rhône.
Aujourd'hui, une entreprise propose une activité de loisir à sensations fortes : le saut à l'élastique.